# Armillaria sinapina
Armillaria sinapina là một loài nấm trong họ Physalacriaceae.